# Anthicus antiochensis
Anthicus antiochensis is een keversoort uit de familie snoerhalskevers (Anthicidae). De wetenschappelijke naam van de soort is voor het eerst geldig gepubliceerd in 1975 door Werner.